# ماتي (صناعة الأفلام)

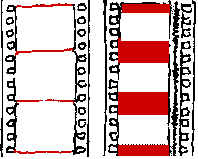

الماتي أو الطبقة  تُستخدم في التصوير الفوتوغرافي وتأثيرات الأفلام الخاصة للجمع بين عنصرين أو أكثر من عناصر الصورة في صورة واحدة نهائية. عادة، يتم استخدام الماتي لدمج صورة في المقدمة (مثل الممثلين في طقم، أو سفينة فضائية) مع صورة خلفية (مشهد خلاب، صورة للنجوم والكواكب). في هذه الحالة، الماتي هو رسم الصورة الخلفية. في الأفلام والمسرح، يمكن أن تكون الماتي عبارة عن أقسام ضخمة من القماش المطلي، تصور مساحات كبيرة من المناظر الطبيعية الخلابة.
في الأفلام، يتطلب مبدأ الماتي إخفاء أجزاء معينة من الطبقة الحساسة للفيلم للتحكم بشكل انتقائي في المناطق المعرضة. ومع ذلك، فإن العديد من المشاهد ذات التأثيرات الخاصة المعقدة تشمل العشرات من عناصر الصورة المنفصلة، التي تتطلب استخدامًا معقدًا للغاية للماتي، وطبقات متراكبة فوق بعضها البعض. للحصول على مثال بسيط عن الماتي، قد نرغب في تصوير مجموعة من الممثلين أمام متجر، مع وجود مدينة ضخمة وسماء مرئية فوق سقف المتجر. سيكون لدينا صورتين - الممثلين الطقم، وصورة المدينة - لدمجها في الثالثة. وهذا يتطلب اثنين من الاقنعة/الماتي. يمكن لواحد أن يحجب كل شيء فوق سقف المتجر، والآخر سيخفي كل شيء تحته. باستخدام هذه الأقنعة/الماتي الأخيرة عند نسخ هذه الصور إلى الصورة الثالثة، يمكننا دمج الصور بدون إنشاء مضاعفات مزدوجة شبحية. في الأفلام، يعد هذا مثالاً على ماتي ثابت، حيث لا يتغير شكل القناع من الإطار إلى الإطار. قد تتطلب لقطات أخرى ماتي غير قابلة للتغيير، لإخفاء أشكال الأجسام المتحركة، مثل الكائنات البشرية أو سفن الفضاء. هذه هي المعروفة باسم الماتي المتحرك. يتيح الماتي المتحرك مزيدًا من الحرية في التكوين والحركة، ولكنها أيضًا أكثر صعوبة في تحقيقها.

## الكتب
- Mark Cotta Vaz; Craig Barron: The Invisible Art: The Legends of Movie Matte Painting, Chronicle Books, 2002; (ردمك 0-8118-4515-X)
- Peter Ellenshaw; Ellenshaw Under Glass - Going to the Matte for Disney
- Richard Rickitt: Special Effects: The History and Technique. Billboard Books; 2nd edition, 2007; (ردمك 0-8230-8408-6). (Chapter 5 covers the history and techniques of movie matte painting.)